# Rebilus morton
Rebilus morton är en spindelart som beskrevs av Norman I. Platnick 2002. Rebilus morton ingår i släktet Rebilus och familjen Trochanteriidae.
Artens utbredningsområde är New South Wales. Inga underarter finns listade i Catalogue of Life.